# Bíblia Maldita

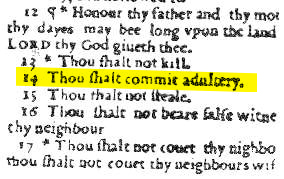
Passagem de um exemplar da Bíblia Maldita. Em amarelo, escrito em inglês, a passagem: "cometerás adultério".

Bíblia Maldita refere-se a uma edição da Bíblia com uma tiragem de 1 000 exemplares publicada em 1631, por ordens de Carlos I da Inglaterra que continha um erro tipográfico cometido pelos amanuenses que a transcreveram. Ao transcrever os dez mandamentos, os copistas omitiram a palavra "não", desta forma dando ao texto a redação "cometerás adultério". Os exemplares desta edição continham também o trecho "cometerás atos impuros". Os responsáveis sofreram uma multa de 300 libras — equivalente a algo próximo de 45 000 libras nos dias atuais — além da revogação do direito de imprimir a Bíblia.
Os exemplares em circulação que puderam ser recolhidos foram queimados, e o número de cópias restantes, consideradas altamente valiosas por colecionadores, é relativamente baixo. Uma cópia encontra-se na Biblioteca Pública de Nova Iorque.
Na época, erros deste tipo eram atribuídos ao demônio Titivillus, que supostamente sussurrava palavras erradas no ouvido dos copistas para que desta forma fossem condenados ao inferno, e assim recolher almas para lúcifer.